# 乳酸亜鉛
乳酸亜鉛(Zinc lactate)は、乳酸と亜鉛の塩で、化学式はZn(C3H5O3)2である。

## 合成
乳酸と酸化亜鉛の反応で合成される。
2CH3CH(OH)COOH + ZnO → Zn(C3H5O3)2 + H2O

## 物理的性質
白色からほぼ白色の細かい粉末である。
匂いはほぼなく、水には非常に良く溶け、エタノールには溶けない。
化学式Zn(C3H5O3)2 • 2H2Oの二水和物を形成する。

## 利用
歯磨き粉やマウスウォッシュ等のデンタルケア製品に用いられる。
栄養成分としても用いられる。
哺乳類で抗酸化活性を持ち、腸の機能を改善する。